# فيليكس ألونسو
فيليكس ألونسو هو لاعب كرة قدم إسباني، ولد في 29 ديسمبر 2000.

## وصلات خارجية
- فيليكس ألونسو على موقع قاعدة بيانات كرة القدم.إي يو (الإنجليزية)
- فيليكس ألونسو على موقع Soccerway.com (الإنجليزية)